# Junichi Watanabe
Junichi Watanabe (渡辺 淳一 Watanabe Junichi?,  nacido el 20 de mayo de 1973 en Tokio) es un exfutbolista japonés. Jugaba de centrocampista y su último club fue el Shonan Bellmare de Japón.

## Trayectoria

### Clubes
| Club                 | País   | Año         |
| -------------------- | ------ | ----------- |
| Verdy Kawasaki       | Japón  | 1992 - 1998 |
| XV de Novembro (Jaú) | Brasil | 1999        |
| Shonan Bellmare      | Japón  | 2000 - 2001 |

## Palmarés

### Títulos nacionales
| Título             | Club           | País  | Año  |
| ------------------ | -------------- | ----- | ---- |
| Copa J. League     | Verdy Kawasaki | Japón | 1992 |
| Copa J. League     | Verdy Kawasaki | Japón | 1993 |
| J1 League          | Verdy Kawasaki | Japón | 1993 |
| Copa J. League     | Verdy Kawasaki | Japón | 1994 |
| J1 League          | Verdy Kawasaki | Japón | 1994 |
| Copa del Emperador | Verdy Kawasaki | Japón | 1996 |